# 센노 리큐

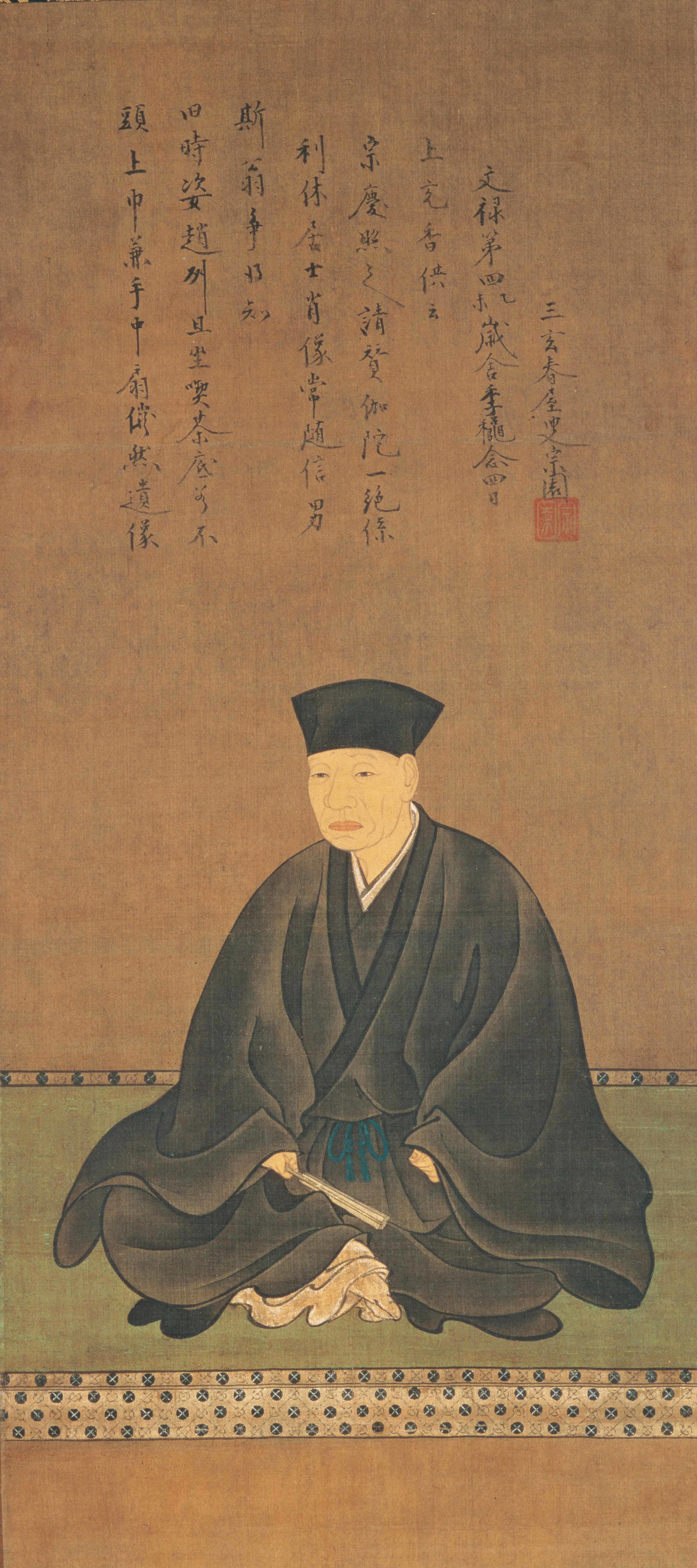
센노 리큐의 초상

센노 리큐(일본어: 千利休, 1522년 ~ 1591년 4월 21일)는 일본에서 일본다도를 정립한 것으로 유명한 역사적 인물이다(승려, 정치가). 특히 와비챠(わび茶, 草庵の茶) 전통의 원조가 되었다. 그래서 일본에서는 다조(茶祖)라 부르기도 한다. 조화와 존경, 맑음과 부동심을 의미하는 화경청적(和敬淸寂)의 정신을 강조하여 차마시는 것을 단순한 마시는 행위에서 일본을 대표하는 문화로서 차도를 만든 사람이다.
사후 일본 다도는 17세기를 거쳐 자손들과 제자들에 의해 계승되며 귀족층과 일본 중산계급에도 널리 보급되게 된다.

## 와비
센노 리큐는 간소하고 차분한 일본의 미의식인 와비(侂び)의 개념을 정립하였다. 그의 와비(侂び)를 구현하기 위해 다도는 작은 족자 하나와 꽃 한 송이 꽂힌 꽃병 이외엔 아무 장식이 없는 작고 수수한 다다미 2장짜리 다실과 또한 소박하지만 기품 있는 다기들을 가지고 행하는 문화적 행위였다. 리큐는 이러한 미의식 추구를 바탕으로 차 달이기의 의례적인 측면, 다회의 진행순서, 회석요리 등을 양식화하여 다도를 확립한다.

## 다도와 조선 도자기
당시 일본은 좋은 도자기를 만들어내지 못하였고 중국산 도자기는 지나치게 화려하여 소박한 미를 추구하는 일본 다도에 적절하지 않았다. 그래서 조선에서 만든 도자기에 각별한 관심을 가졌는데, 임진왜란을 일으켜 조선을 침략하였을 때 조선 도공들을 납치하고 조선 백자를 수집하는 데 혈안이 된 것도 그 때문이었다. 정작 센노 리큐는 도요토미 히데요시의 출병을 반대했는데, 이는 출병이 실질적으로 그가 이상적으로 생각하던 세상의 균형이나 평화의 미학에 반했기 때문이었다. 그러나 정작 스님으로서 리큐가 설파했던 다도속의 이상향은 히데요시의 정치적 목적과 현실에 대치되어서 크게 미움을 사게 된다. 리큐가 자결을 하도록 명령받은 이유에 대해서는 분명치 않으나 리큐가 히데요시의 출병을 만류했던 것은 비교적 분명하게 사료로 남아있으며 자결을 하도록 명을 받은 이유로도 추정되고 있다. 이후 리큐의 다도는 그 제자들에 의해 여러 문파로 갈라져서 일본에서 발달하게 되는데 이 과정에서 막부와 왕가의 모든 귀족들은 다도는 할 수 없어서는 안 되는 교양이 되었다.
조선의 도자기를 도요토미 히데요시가 원했던 이유중에는 당시 일본에서는 자체적으로 고령토나 백토의 산지를 찾지 못하고 있었으며 수요는 극에 달하고 있었기 때문이었다. 동아시아에서 일본은 비교적 늦게 도자기가 발달했는데, 정작 다도는 융성하고 있었다. 게다가 17세기에 도자기는 엄청난 가치가 있었다. 일본의 당대 기록에 따르면 하급 무사의 토지와 녹봉 전체가 다완(茶碗) 하나의 가치와 맞먹었을 정도였다. 따라서 일본의 다도 예절 중에 다도 도구를 감상하는 시간이 있는 것은 당대 다도구들이 모두 예술품이고 엄청난 고가의 제품들이었기 때문이기에 어찌보면 당연하달 수 있겠다.
오다 노부나가 시절에 일본과 교류하기 시작한 네덜란드 상인들 역시 사정은 마찬가지였는데 이 당시로부터 이후 백년간 유럽에서는 고령토를 생산하지 못 했고 중국은 이를 이용해서 막대한 수출액을 챙기고 있었으며, 교역상대역시 중국측에서 고를 수 있었다. 중국의 주요 교역국이 되지 못 했던 네덜란드는 대체품을 원하고 있었고 도요토미 히데요시는 일본의 도공들에게 중국에서 들여온 고령토를 쥐어주고 생산을 하도록 시키게 된다. 그리고 임진왜란을 기점으로 조선의 도공들을 가족까지 모두 잡아가서 도자기를 만들도록 시킨다. 일본에 건너간 조선 도공들은 규슈로 이주해 도공 마을에 한데 묶여 감시를 받으면서 막부가 중국으로부터 수입했던 고령토를 이용해서 초기 일본 도자기를 만들었고 이삼평과 심수관 등의 이주 도공들은 규슈에서 고령토를 찾아낸 이후 일본의 도자기는 급격하게 발전하게 되었다. 이들의 상품은 네덜란드에 고가에 판매되어 막부에 막대한 수익을 남기게 되었다. 막부는 특히 이도 다완이라는 점을 강조하기 위해 이도다완으로 정부 인증을 붙여 고가에 판매하여 규슈는 도자기 산지로서 명성을 떨치게 된다. 일본의 판화를 세계에 알렸던 1867년 파리만국박람회에 일본이 도자기를 출품했던 것을 보면, 당대의 일본이 무엇으로 유럽에 알려져 있었는지를 명확히 알 수 있다.
일본의 도예가 발전한 것에 대한 치하 이유로 귀화를 한 많은 도공 일가에 대해 막부는 무사의 지위를 주고 비교적 윤택한 삶을 누리게 했다. 그러나 이와는 별도로 차별대우와 감시는 여전해서, 이도 다완에는 숨어서 하는 외출에 대한 이야기나 고향을 그리는 시같은 것들이 적혀있는 경우가 왕왕있다. 메이지 시대 말까지 귀화하지 않은 조선 도공들의 후손들은 자신의 영지이자 마을을 떠날 수가 없었다고 하며 그럼에도 상당수가 귀화하지 않고 조선인으로 살았으며 이들은 도공 이외에는 아무것도 할 수 없었다. 현재 14대째 이어져 내려오고 있는 심수관요는 일본의 대표적인 이도다완이며 현재 한일 민간 외교사절이자 주한 가고시마 대사관 역할을 겸하고 있다.

## 관련 작품
한국
- 《불멸의 이순신》 (KBS1, 2004년~2005년, 배우:정욱)

## 참고 서적
- 다도와 일본의 미 - 한림신서일본학총서 17, 야나기 무네요시 지음, 김순희 옮김, 소화, 2004년,ISBN(13) : 9788984102606
- 일본다도의 이론과 실기, 곤니치안 지음, 박민정 옮김, 다도사, 2007년, ISBN(13) : 9788988651117
- 일본 기행 조선도공을 생각한다, 최승범 지음, 신영출판사, 1994년, ISBN : 6000029702